# Altair BASIC

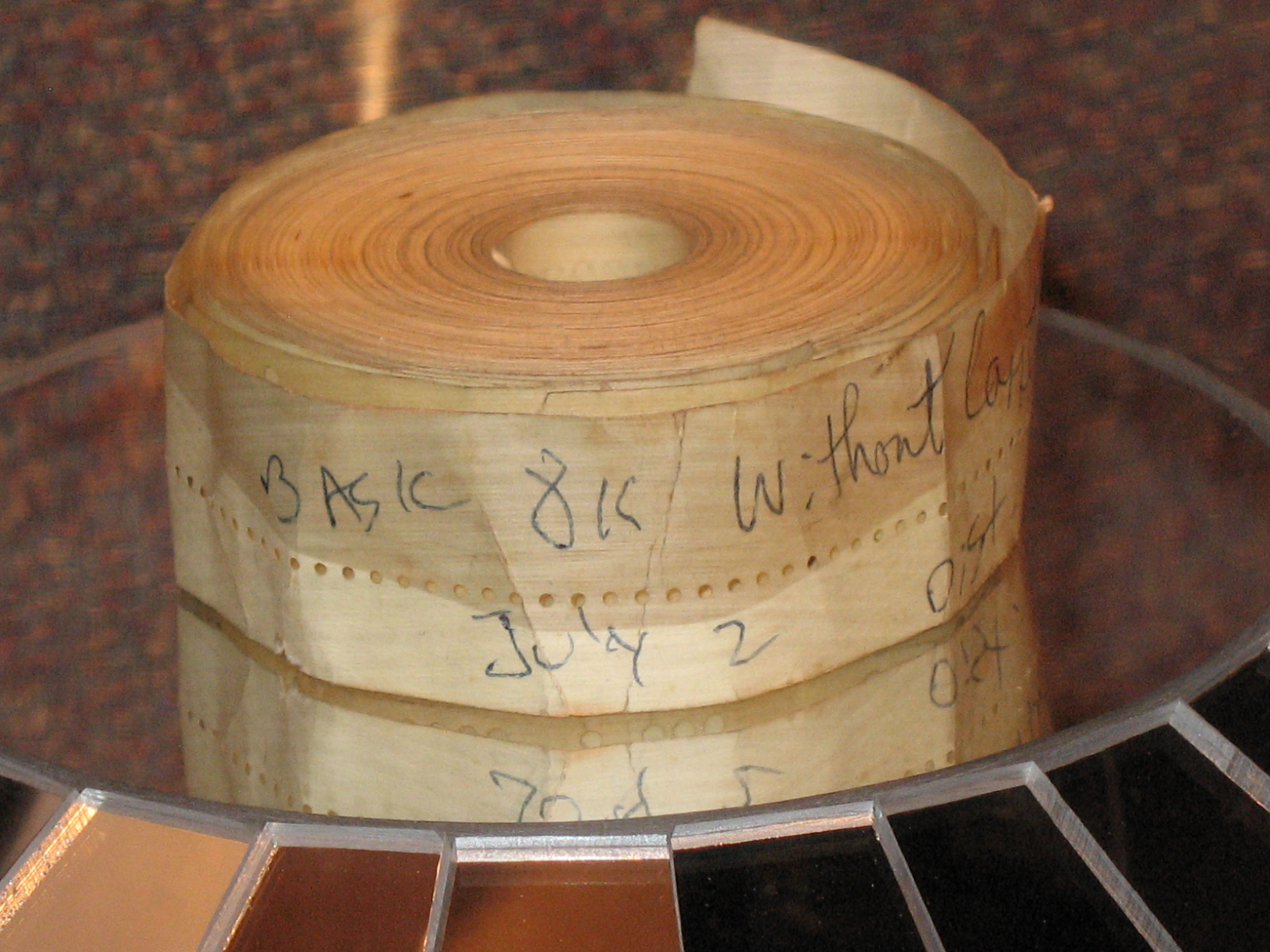
Das Altair 8K BASIC auf einem Lochstreifen

Altair BASIC ist ein BASIC-Interpreter für den Altair 8800 Computer. Vertrieben wurde er von Micro Instrumentation and Telemetry Systems und Microsoft.

## Geschichte
1975 entwickelte der Student Bill Gates zusammen mit Paul Allen auf einem Emulator für den Prozessor Intel 8080, der auf einem Mainframe-Computer der Washington State University lief, den BASIC-Interpreter Altair BASIC für den Computer Altair 8800 der Firma Micro Instrumentation Telemetry Systems. Monte Davidoff programmierte die Routinen zur Bearbeitung von Fließkommazahlen. Vertrieben wurde das Programm sowohl als Lochstreifen als auch als Compact Cassette (CC), später auch auf Diskette.
1976 veröffentlichte Bill Gates seinen Open Letter to Hobbyists, in dem er sich über die geringen Verkaufszahlen im Vergleich zur großen Verbreitung von Altair BASIC beschwerte und die Computer-Hobbyanwender zum ehrlichen Kauf professioneller Software aufrief. Aus Altair BASIC entstand das erste Microsoft-Produkt Microsoft BASIC, das in mehreren Varianten für verschiedene Heimcomputer angeboten und weiterentwickelt wurde.

## Versionen
Altair BASIC
Die Standardversion führt arithmetische Funktionen mit einer Genauigkeit von 6 Dezimalstellen aus. Sie erlaubt mehrere Befehle in einer Zeile und benötigt mindestens 4 kB RAM.
Altair 8K BASIC
Erweitert die Standardversion um Befehle für binäre und erweiterte arithmetische Funktionen, längere Zeichenketten, mehr Dimensionen für Arrays und beseitigt Begrenzungen der maximalen Schachtelungstiefe von Schleifen. Es werden mindestens 8 kB RAM benötigt.
Altair Extended BASIC
Die 8K Version mit erhöhter Präzision der arithmetischen Funktionen auf 12 Dezimalstellen und einem erweiterten Ausgabebefehl. Es werden mindestens 16 kB RAM benötigt.
Altair Disk BASIC
Die Extended Version erweitert um Befehle zur Verwendung eines Diskettenlaufwerks. Es werden mindestens 24 kB RAM benötigt.
Altair Timesharing BASIC
Eine Erweiterung der Extended Version, die es sowohl mit und ohne die Diskettenbefehle gibt. Sie gestattet die gleichzeitige Nutzung eines Altair Computers von mehreren Anwendern. Es werden mindestens 32 kB RAM benötigt.